# Agridiji
Agridiji su bili zemljišni posjedi manjeg opsega u Bizantskom carstvu u 9. i 10. st., koje njihov posjednik obrađuje vlastitom radnom snagom.